# Takasaki

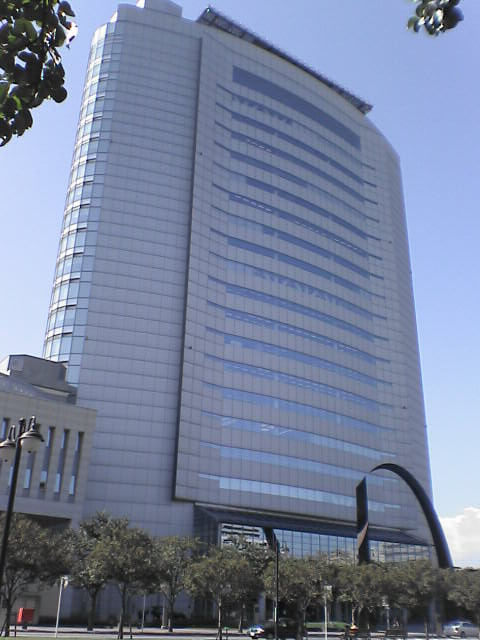
Primăria

Takasaki (高崎市 Takasaki-shi?) este un municipiu din Japonia, prefectura Gunma.